# Liste de jeux Ubisoft
La liste de jeux Ubisoft répertorie les jeux vidéo édités et/ou développés par Ubisoft sur au moins un territoire et au moins une plate-forme. La date indiquée correspond à la première sortie du jeu, toutes régions et plates-formes confondues, sauf pour les rééditions.
Dans ce tableau, ne sont pas listés les DLC et extensions.
| Année    | Titre                                                        | Développeur principal           | Plate-forme |
| -------- | ------------------------------------------------------------ | ------------------------------- | --- |
| 1986     |                                                              |                                 | |
| 1986     | Asphalt                                                      | Ubisoft                         | Amstrad CPC |
| 1986     | Fer et Flamme                                                | Ubisoft                         | Amstrad CPC |
| 1986     | Masque                                                       | Ubisoft                         | Atari ST, Amstrad CPC, Gamme MOTO, DOS                                                                                    |
| 1986     | Zombi                                                        | Ubisoft                         | Amstrad CPC, Atari ST, Commodore 64, DOS, ZX Spectrum, Amiga                                                              |
| 1987     |                                                              |                                 | |
| 1987     | Gabrielle                                                    | Ubisoft                         | Atari ST, Amstrad CPC, DOS                                                                                                |
| 1987     | Inertie                                                      | Ubisoft                         | Amstrad CPC |
| 1987     | Le Maître des âmes                                           | Ubisoft                         | Atari ST, Amstrad CPC, DOS                                                                                                |
| 1987     | Le Nécromancien                                              | Ubisoft                         | Atari ST, Amstrad CPC, DOS                                                                                                |
| 1987     | Manhattan 95 Light                                           | Ubisoft                         | Amstrad CPC |
| 1987     | M'enfin                                                      | Ubisoft                         | Amstrad CPC |
| 1987     | Peur sur Amityville                                          | Ubisoft                         | Amstrad CPC |
| 1988     |                                                              |                                 | |
| 1988     | Chessmaster 2000                                             | Oxford Softworks                | Amstrad CPC, Atari ST, Amiga                                                                                              |
| 1988     | Hurlements                                                   | Ubisoft                         | Atari ST, Amstrad CPC, DOS                                                                                                |
| 1988     | L'Île                                                        | Ubisoft                         | Amstrad CPC |
| 1988     | Rocket Ranger                                                | Cinemaware                      | Atari ST, Amiga, DOS |
| 1988     | Skateball                                                    | Ubisoft                         | Amstrad CPC, Atari ST, Commodore 64, DOS, ZX Spectrum                                                                     |
| 1989     |                                                              |                                 | |
| 1989     | Alienator                                                    | Ubisoft                         | Gamme MOTO |
| 1989     | B.A.T.                                                       | Computer's Dream                | Amiga, Amstrad CPC, Atari ST, Commodore 64, DOS                                                                           |
| 1989     | Final Command                                                | Ubisoft                         | Amiga, Atari ST, Amstrad CPC                                                                                              |
| 1989     | Great Courts / ProTennis Tour                                | Blue Byte Software              | Amiga, Amstrad CPC, Atari ST, Commodore 64, DOS, GX-4000, Lynx, Super Nintendo, ZX Spectrum                               |
| 1989     | Indiana Jones and the Last Crusade: The Action Game          | NMS Software                    | NES, Game Boy |
| 1989     | Iron Lord                                                    | Ubisoft                         | Amiga, Amstrad CPC, Atari ST, Commodore 64, DOS, ZX Spectrum                                                              |
| 1989     | Le maître absolu                                             | Ubisoft                         | Atari ST, Amstrad CPC, DOS                                                                                                |
| 1989     | Les Chevaliers de l'An Mil                                   | Ubisoft                         | Gamme MOTO |
| 1989     | Night Hunter                                                 | Ubisoft                         | Amiga, Amstrad CPC, Atari ST, Commodore 64, DOS, ZX Spectrum                                                              |
| 1989     | Puffy's Saga                                                 | Ubisoft                         | Amiga, Amstrad CPC, Atari ST, Commodore 64, ZX Spectrum                                                                   |
| 1989     | Sir Fred                                                     | Hi-Tech                         | Amiga, Atari ST |
| 1989     | TwinWorld: Land of Vision                                    | Blue Byte Software              | Amiga, Amstrad CPC, Atari ST, Commodore 64, ZX Spectrum                                                                   |
| 1990     |                                                              |                                 | |
| 1990     | Back to the Golden Age                                       | Power Concept                   | Amstrad CPC, Atari ST |
| 1990     | Ilyad                                                        | Ubisoft                         | Amiga |
| 1990     | Jupiter's Masterdrive                                        | Ubisoft                         | Amiga, Atari ST |
| 1990     | Pick'n'Pile                                                  | Ubisoft                         | Amiga, Amstrad CPC, Atari ST, DOS                                                                                         |
| 1990     | RanX: The Video Game                                         | Ubisoft                         | Amiga, Atari ST, DOS |
| 1990     | Sauvez Yurk                                                  | Ubisoft                         | Amstrad CPC |
| 1990     | Unreal                                                       | Art & Magic                     | DOS, Amiga, Atari ST |
| 1990     | Great Courts 2                                               | Blue Byte Software              | Amiga, Atari ST, DOS |
| 1990     |                                                              |                                 | |
| 1991     | Starush                                                      | Ubisoft                         | Amiga |
| 1991     | Celtic Legends                                               | Ubisoft                         | Amiga |
| 1992     |                                                              |                                 | |
| 1992     | B.A.T. II: The Koshan Conspiracy                             | Computer's Dream                | Amiga, Atari ST, DOS |
| 1994     |                                                              |                                 | |
| 1994     | Street Racer                                                 | Vivid Image                     | Amiga, DOS, Mega Drive, PlayStation, Saturn, Super Nintendo, Game Boy                                                     |
| 1995     |                                                              |                                 | |
| 1995     | Rayman                                                       | Ubisoft Montpellier             | DOS, Jaguar, PlayStation, Saturn, Windows, Game Boy Color, Gizmondo, DSiWare, iOS, Android, Gameboy Advance               |
| 1995     | Kiyeko et les Voleurs de nuit                                | Ludimédia                       | Windows |
| 1996     |                                                              |                                 | |
| 1996     | Amazing Learning Games With Rayman                           | Ubi Soft                        | PlayStation, Windows, DOS                                                                                                 |
| 1996     | Marine Malice 2 : Le Mystère de l'École Hantée               | Humongous                       | Windows, Mac OS |
| 1996     | Secrets of the Luxor                                         | Mojave                          | Windows, Mac OS |
| 1996     | The Elder Scrolls II: Daggerfall                             | Bethesda Softworks              | MS-DOS |
| 1997     |                                                              |                                 | |
| 1997     | F1 Pole Position 64                                          | Human Entertainment             | Nintendo 64 |
| 1997     | F1 Racing Simulation                                         | Ubi Soft                        | Windows |
| 1997     | Grandia                                                      | Game Arts                       | Saturn, Playstation |
| 1997     | Les 9 Destins de Valdo                                       | Ubi Soft                        | Windows |
| 1997     | Pod: Planet of Death                                         | Ubi Soft                        | Windows |
| 1997     | Rayman Éveil                                                 | Ubi Soft                        | Windows |
| 1997     | Sub Culture                                                  | Criterion Games                 | Windows |
| 1998     |                                                              |                                 | |
| 1998     | Alexandra Ledermann : Équitation Passion                     | Midas Interactive Entertainment | PlayStation, Windows |
| 1998     | Asghan: The Dragon Slayer                                    | Silmarils                       | Windows |
| 1998     | Buck Bumble                                                  | Argonaut Software               | Nintendo 64 |
| 1998     | Les Dictées de Rayman                                        | Ubi Soft                        | Windows |
| 1998     | Laura et le Secret du diamant                                | Ubisoft Montréal                | Windows |
| 1998     | Redline Racer                                                | Criterion Games                 | Windows, Dreamcast |
| 1998     | S.C.A.R.S.                                                   | Vivid Image                     | Nintendo 64, PlayStation, Windows                                                                                         |
| 1998     | Speed Devils                                                 | Ubisoft Montréal                | Dreamcast |
| 1998     | The Settlers III                                             | Blue Byte Software              | Windows |
| 1998     | Tom Clancy's Rainbow Six                                     | Red Storm Entertainment         | Windows |
| 1998     | Yannick Noah All Star Tennis '99                             | Smart Dog                       | Nintendo 64, PlayStation                                                                                                  |
| 1999     |                                                              |                                 | |
| 1999     | Evolution: The World of Sacred Device                        | Sting Entertainment             | Dreamcast, Neo Geo Pocket Color                                                                                           |
| 1999     | Evolution 2: Far Off Promise                                 | Sting Entertainment             | Dreamcast, Microsoft Windows                                                                                              |
| 1999     | Gerry Lopez Surf Riders                                      | ACOT                            | PlayStation |
| 1999     | Hello Kitty's Cube Frenzy                                    | Torus Games                     | Game Boy Color, PlayStation                                                                                               |
| 1999     | Hell-Copter                                                  | Drago Entertainment             | Windows |
| 1999     | Hype: The Time Quest                                         | Playmobil Interactive           | PlayStation 2, Windows, Game Boy Color                                                                                    |
| 1999     | Monaco Grand Prix: Racing Simulation 2                       | Ubi Soft                        | Windows, Dreamcast, Nintendo 64, PlayStation                                                                              |
| 1999     | Pool Academy (d)                                             | Ornith                          | PlayStation |
| 1999     | Rayman 2: The Great Escape                                   | Ubisoft Montpellier             | Dreamcast, Nintendo 64, Windows, Game Boy Color, PlayStation, PlayStation 2, Nintendo 3DS, Nintendo DS, iOS, Android      |
| 1999     | Rayman Accompagnement Scolaire CP                            | Ubi Soft                        | Windows |
| 1999     | Rayman Accompagnement Scolaire Maternelle                    | Ubi Soft                        | Windows |
| 1999     | Requiem: Avenging Angel                                      | Cyclone Studios                 | Windows |
| 1999     | Rocket: Robot on Wheels                                      | Sucker Punch Productions        | Nintendo 64 |
| 1999     | Tom Clancy's Rainbow Six: Rogue Spear                        | Red Storm Entertainment         | Windows, PlayStation, MacOS, Dreamcast, Game Boy Advance                                                                  |
| 1999     | Tonic Trouble                                                | Ubisoft Montréal                | Nintendo 64, Windows, Game Boy Color                                                                                      |
| 2000     |                                                              |                                 | |
| 2000     | Alexandra Ledermann 3 : Équitation Aventure                  | Midas Interactive Entertainment | Windows |
| 2000     | Arcatera : La Confrérie des Ombres                           | Westka Interactive              | Windows |
| 2000     | Armored Core 2                                               | From Software                   | PlayStation 2 |
| 2000     | Batman of the Future: Return of the Joker                    | Kemco                           | Nintendo 64, PlayStation, Game Boy Color                                                                                  |
| 2000     | Deep Fighter                                                 | Criterion Games                 | Dreamcast, Windows |
| 2000     | Donald Couac Attack !                                        | Ubisoft Montréal                | Dreamcast, GameCube, Nintendo 64, PlayStation 2, PlayStation, Windows, Game Boy, Game Boy Advance                         |
| 2000     | F1 Racing Championship                                       | Ubisoft Paris                   | Dreamcast, Windows, Nintendo 64, PlayStation 2, PlayStation, Game Boy Color                                               |
| 2000     | Freedom: First Resistance                                    | Red Storm Entertainment         | Windows |
| 2000     | Grandia II                                                   | Game Arts                       | Windows, Dreamcast, PlayStation 2, Nintendo Switch                                                                        |
| 2000     | Infestation                                                  | Frontier Developments           | PlayStation, Windows |
| 2000     | POD 2                                                        | Ubisoft Romania                 | Dreamcast |
| 2000     | Pro Rally 2001                                               | Ubisoft Barcelone               | Windows |
| 2000     | Warlords Battlecry                                           | Strategic Studies Group         | Windows |
| 2001     |                                                              |                                 | |
| 2001     | Alexandra Ledermann 2 : Équitation Compétition               | Midas Interactive Entertainment | PlayStation, Windows |
| 2001     | Ape Escape 2                                                 | Sony Computer Entertainment     | PlayStation 2 |
| 2001     | Batman Vengeance                                             | Ubisoft Montréal                | GameCube, PlayStation 2, Xbox, Windows, Game Boy Advance                                                                  |
| 2001     | Battle Realms                                                | Liquid Entertainment            | Windows |
| 2001     | Blanche-Neige et les Sept Nains                              | Planet Interactive              | Game Boy Color |
| 2001     | Capitalism II                                                | Enlight Software                | Windows |
| 2001     | Conflict Zone                                                | MASA                            | Dreamcast, PlayStation 2, Windows                                                                                         |
| 2001     | Conquest: Frontier Wars                                      | Fever Pitch Studios             | Windows |
| 2001     | Dragonriders: Chronicles of Pern                             | Ubi Soft                        | Dreamcast, Windows |
| 2001     | Evil Twin: Cyprien's Chronicles                              | In Utero                        | Dreamcast, PlayStation 2, Windows                                                                                         |
| 2001     | Gunfighter: The Legend of Jesse James                        | Rebellion Developments          | PlayStation |
| 2001     | IL-2 Sturmovik                                               | 1C                              | Windows |
| 2001     | Myst III: Exile                                              | Presto Studios                  | PlayStation 2, Xbox, Windows, Mac OS                                                                                      |
| 2001     | Pool of Radiance: Ruins of Myth Drannor                      | Stormfront Studios              | Windows |
| 2001     | Rally Championship 2002                                      | Warthog Games                   | Windows |
| 2001     | Rayman M                                                     | Ubisoft Montpellier             | GameCube, PlayStation 2, Xbox, Windows                                                                                    |
| 2001     | Silent Hunter II                                             | Ultimation                      | Windows |
| 2001     | Sunny Garcia Surfing                                         | Krome Studios                   | PlayStation 2 |
| 2001     | The Legend of Alon D'ar                                      | Stormfront Studios              | PlayStation 2 |
| 2001     | The Settlers IV                                              | Blue Byte Software              | Windows |
| 2001     | Tom Clancy's Ghost Recon                                     | Red Storm Entertainment         | PlayStation 2, Xbox, Windows, GameCube                                                                                    |
| 2002     |                                                              |                                 | |
| 2002     | America's Army                                               | Secret Level                    | PlayStation 2, Xbox, Windows, Linux, Mac OS X                                                                             |
| 2002     | Dark Planet: Battle for Natrolis                             | Creative Edge Software          | Windows |
| 2002     | Destroyer Command                                            | Ubisoft                         | Windows |
| 2002     | Donald Duck : Qui est PK ?                                   | Ubisoft Montréal                | GameCube, PlayStation 2                                                                                                   |
| 2002     | Dragon's Lair 3D: Return to the Lair                         | Dragonstone Software            | GameCube, PlayStation 2, Xbox, Windows                                                                                    |
| 2002     | La Somme de toutes les peurs                                 | Red Storm Entertainment         | GameCube, PlayStation 2, Windows, Game Boy Advance                                                                        |
| 2002     | Largo Winch : Aller simple pour les Balkans                  | Ubisoft Annecy                  | GameCube, PlayStation 2, Xbox, Windows                                                                                    |
| 2002     | Largo Winch : Commando Sar                                   | Rebellion Developments          | PlayStation |
| 2002     | Mike Tyson Boxing                                            | Virtucraft                      | PlayStation, Game Boy Advance                                                                                             |
| 2002     | Pro Rally 2002                                               | Ubisoft Casablanca              | GameCube, PlayStation 2                                                                                                   |
| 2002     | Riven                                                        | Cyan Worlds                     | Windows (réédition) |
| 2002     | Rocky                                                        | Rage Software                   | GameCube, PlayStation 2, Xbox, Game Boy Advance                                                                           |
| 2002     | Sword of the Samurai                                         | Genki                           | PlayStation 2 |
| 2002     | The Elder Scrolls III: Morrowind                             | Bethesda Softworks              | Xbox, Windows |
| 2002     | Tom Clancy's Splinter Cell                                   | Ubisoft Montréal                | GameCube, PlayStation 2, Xbox, Windows, Game Boy Advance                                                                  |
| 2002     | Warlords Battlecry II                                        | Strategic Studies Group         | Windows |
| 2002     | Wild Arms 3                                                  | Media.Vision                    | PlayStation 2, PlayStation 4                                                                                              |
| 2003     |                                                              |                                 | |
| 2003     | Alexandra Ledermann 4 : Aventures au haras                   | Lexis Numérique                 | Windows |
| 2003     | Batman: Rise of Sin Tzu                                      | Ubisoft Montréal                | GameCube, PlayStation 2, Xbox                                                                                             |
| 2003     | Beyond Good and Evil                                         | Ubisoft Montpellier             | GameCube, PlayStation 2, Xbox, Windows                                                                                    |
| 2003     | Evolution Worlds                                             | Sting Entertainment             | GameCube |
| 2003     | Gunfighter II: Revenge of Jesse James                        | Rebellion Developments          | PlayStation 2 |
| 2003     | In Memoriam                                                  | Lexis Numérique                 | Windows |
| 2003     | Les Experts                                                  | 369 Interactive                 | Windows, Mac OS |
| 2003     | Lock On                                                      | Eagle Dynamics                  | Windows |
| 2003     | Monster 4x4: Masters of Metal                                | Ubisoft Barcelone               | GameCube, PlayStation 2                                                                                                   |
| 2003     | Pirates des Caraïbes                                         | Akella                          | Windows, Xbox |
| 2003     | Prince of Persia : Les Sables du temps                       | Ubisoft Montréal                | GameCube, PlayStation 2, Xbox, Windows, Game Boy Advance                                                                  |
| 2003     | Rich Diamond                                                 | Core Concepts                   | Windows |
| 2003     | Rayman 3: Hoodlum Havoc                                      | Ubisoft Paris                   | GameCube, PlayStation 2, Xbox, Windows, Mac OS, N-Gage, PlayStation 3, Xbox 360, Game Boy Advance, IOS, Android           |
| 2003     | Shadowbane                                                   | Wolfpack Studios                | Windows |
| 2003     | Tigre et Dragon                                              | LightWeight                     | PlayStation 2, Xbox, Game Boy Advance, GameCube                                                                           |
| 2003     | Tom Clancy's Rainbow Six 3: Raven Shield                     | Ubisoft Montréal                | GameCube, PlayStation 2, Xbox, Windows                                                                                    |
| 2003     | Uru: Ages Beyond Myst                                        | Cyan Worlds                     | Microsoft Windows |
| 2003     | Warlords IV: Heroes of Etheria                               | Infinite Interactive            | Microsoft Windows |
| 2003     | Wild Earth                                                   | Super X Studios                 | Microsoft Windows, Xbox, Cinéma dynamique, Wii                                                                            |
| 2003     | Will Rock                                                    | Saber Interactive               | Microsoft Windows |
| 2003     | XIII                                                         | Ubisoft Paris                   | GameCube, PlayStation 2, Xbox, Windows                                                                                    |
| 2004     |                                                              |                                 | |
| 2004     | Advance Guardian Heroes                                      | Treasure                        | Game Boy Advance |
| 2004     | Alexandra Ledermann 5 : L'Héritage du haras                  | Lexis Numérique                 | Windows |
| 2004     | Alexandre                                                    | GSC Game World                  | Windows |
| 2004     | Ape Escape: Pumped and Primed                                | Sony Computer Entertainment     | PlayStation 2 |
| 2004     | Asphalt: Urban GT                                            | Gameloft                        | Nintendo DS |
| 2004     | EverQuest II                                                 | Sony Online Entertainment       | Windows |
| 2004     | Far Cry                                                      | Crytek                          | Windows, PlayStation 3, Xbox 360                                                                                          |
| 2004     | In Memoriam : La Treizième victime                           | Lexis Numérique                 | Windows |
| 2004     | La Momie                                                     | Ubisoft Milan                   | Game Boy Advance |
| 2004     | Les Experts : Meurtres à Las Vegas                           | 369 Interactive                 | Windows, Nintendo DS |
| 2004     | Les Experts : Miami                                          | 369 Interactive                 | Windows, iOS, Android |
| 2004     | Myst IV: Revelation                                          | Ubisoft Montréal                | Windows, Mac OS, Xbox |
| 2004     | Onimusha 3: Demon Siege                                      | Capcom                          | Windows, PlayStation 2 |
| 2004     | Pacific Fighters                                             | 1C                              | Windows |
| 2004     | Prince of Persia : L'Âme du guerrier                         | Ubisoft Montréal                | GameCube, PlayStation 2, Xbox, Windows                                                                                    |
| 2004     | Rocky Legends                                                | Venom Games                     | PlayStation 2, Xbox |
| 2004     | Shérif, fais-moi peur : Le Retour de General Lee             | Ratbag Games                    | PlayStation 2, Xbox |
| 2004     | Sherlock Holmes : La Boucle d'argent                         | Frogwares                       | Windows |
| 2004     | Sprung                                                       | Ubisoft                         | Nintendo DS |
| 2004     | Star Wars Trilogy: Apprentice of the Force                   | Ubisoft                         | Game Boy Advance |
| 2004     | Tom Clancy's Ghost Recon 2                                   | Red Storm Entertainment         | PlayStation 2, Xbox, GameCube                                                                                             |
| 2004     | Tom Clancy's Splinter Cell: Pandora Tomorrow                 | Ubisoft Shanghai                | GameCube, PlayStation 2, Xbox, Windows, Game Boy Advance                                                                  |
| 2005     |                                                              |                                 | |
| 2005     | 187 Ride or Die                                              | Ubisoft Paris                   | PlayStation 2, Xbox |
| 2005     | Alexandra Ledermann 6 : L'École des champions                | Lexis Numérique                 | PlayStation 2, Windows |
| 2005     | America's Army: Rise of a Soldier                            | Secret Level                    | Xbox |
| 2005     | Asphalt: Urban GT 2                                          | Gameloft                        | Nintendo DS, PlayStation Portable                                                                                         |
| 2005     | Battles of Prince of Persia                                  | Ubisoft Montréal                | Nintendo DS |
| 2005     | Brothers in Arms: Road to Hill 30                            | Gearbox Software                | PlayStation 2, Xbox, Windows                                                                                              |
| 2005     | Brothers in Arms: Earned in Blood                            | Gearbox Software                | PlayStation 2, Xbox, Windows                                                                                              |
| 2005     | Call of Cthulhu: Dark Corners of the Earth                   | Headfirst                       | Windows, Xbox |
| 2005     | Cold Fear                                                    | Darkworks                       | PlayStation 2, Xbox, Windows                                                                                              |
| 2005     | Drakengard 2                                                 | Cavia                           | PlayStation 2 |
| 2005     | Equideow                                                     | Owlient                         | Windows |
| 2005     | Exit                                                         | Taito                           | PlayStation Portable |
| 2005     | Far Cry Instincts                                            | Ubisoft Montréal                | Xbox, Xbox 360 |
| 2005     | Flow: Urban Dance Uprising                                   | Artificial Mind and Movement    | PlayStation 2 |
| 2005     | Heroes of the Pacific                                        | IR Gurus                        | PlayStation 2, Xbox, Windows                                                                                              |
| 2005     | King Kong                                                    | Ubisoft Montpellier             | GameCube, PlayStation 2, Xbox 360, Xbox, Windows, Nintendo DS, PlayStation Portable                                       |
| 2005     | Kong: The 8th Wonder of the World                            | Ubisoft Montréal                | Game Boy Advance |
| 2005     | Lunar: Dragon Song                                           | Game Arts                       | Nintendo DS |
| 2005     | Myst V: End of Ages                                          | Cyan Worlds                     | Windows, Mac OS |
| 2005     | Playboy: The Mansion                                         | Cyberlore Studios               | PlayStation 2, Xbox, Windows                                                                                              |
| 2005     | Prince of Persia : Les Deux Royaumes                         | Ubisoft Montréal                | GameCube, PlayStation 2, Xbox, Windows, Mac OS, PlayStation Portable, Wii                                                 |
| 2005     | Prince of Persia: Revelations                                | Pipeworks Software              | PlayStation Portable |
| 2005     | Protöthea                                                    | Digital Builders                | WiiWare, Windows |
| 2005     | Rayman : La Revanche des Hoodlums                            | Digital Eclipse                 | Game Boy Advance |
| 2005     | Silent Hunter III                                            | Ubisoft Bucarest                | Windows |
| 2005     | Star Wars, épisode III: Revenge of the Sith                  | Ubisoft Montréal                | Nintendo DS, Game Boy Advance                                                                                             |
| 2005     | Tales of Eternia                                             | Namco                           | PlayStation Portable |
| 2005     | The Settlers V : L'Héritage des Rois                         | Blue Byte Software              | Windows |
| 2005     | Tom Clancy's Rainbow Six: Lockdown                           | Red Storm Entertainment         | GameCube, PlayStation 2, Xbox, Windows                                                                                    |
| 2005     | Tom Clancy's Splinter Cell: Chaos Theory                     | Ubisoft Montréal                | GameCube, PlayStation 2, Xbox, Windows, Nintendo DS, N-Gage, Xbox 360, Nintendo 3DS, PlayStation 3                        |
| 2005     | Tork: Prehistoric Punk                                       | Tiwak                           | Xbox |
| 2005     | Trollz: Hair Affair                                          | Powerhead                       | Game Boy Advance |
| 2006     |                                                              |                                 | |
| 2006     | Alexandra Ledermann 7 : Le Défi de l'étrier d'or             | Lexis Numérique                 | Windows |
| 2006     | Alexandra Ledermann : Aventures au galop                     | Independent Arts                | Game Boy Advance |
| 2006     | AND 1 Streetball                                             | Black Ops Entertainment         | PlayStation 2, Xbox |
| 2006     | Astonishia Story                                             | Sonnori                         | PlayStation Portable |
| 2006     | Blazing Angels: Squadrons of WWII                            | Ubisoft Bucarest                | PlayStation 3, Xbox 360, Xbox, Wii, Windows                                                                               |
| 2006     | Brothers in Arms: D-Day                                      | Ubisoft Shanghai                | PlayStation Portable |
| 2006     | Call of Juarez                                               | Techland                        | Windows, Xbox 360 |
| 2006     | Dark Messiah of Might and Magic                              | Arkane Studios                  | Windows, Xbox 360 |
| 2006     | Devil May Cry 3: Special Edition                             | Capcom                          | Windows |
| 2006     | Driver: Parallel Lines                                       | Ubisoft Reflections             | Wii, Windows, Xbox 360, PlayStation 2                                                                                     |
| 2006     | Enchanted Arms                                               | From Software                   | PlayStation 3, Xbox 360                                                                                                   |
| 2006     | Faces of War                                                 | Best Way                        | Windows |
| 2006     | Far Cry Vengeance                                            | Ubisoft Montréal                | Wii |
| 2006     | Field Commander                                              | Sony Online Entertainment       | PlayStation Portable |
| 2006     | GT Pro Series                                                | MTO                             | Wii |
| 2006     | Heroes of Might and Magic V                                  | Nival Interactive               | Windows, Mac OS |
| 2006     | IL-2 Sturmovik: 1946                                         | Maddox Games                    | Windows |
| 2006     | Léa Passion : Cuisine                                        | MTO                             | Nintendo DS |
| 2006     | Léa Passion : Vétérinaire                                    | Braingame                       | Windows, Nintendo DS, Game Boy Advance                                                                                    |
| 2006     | Les Experts : Las Vegas - Crimes en série                    | Telltale Games                  | PlayStation 2, Windows |
| 2006     | LostMagic                                                    | Taito                           | Nintendo DS |
| 2006     | Mind Quiz                                                    | SEGA                            | Nintendo DS |
| 2006     | Monster 4x4: World Circuit                                   | Ubisoft Montréal                | Xbox, Wii |
| 2006     | Over G Fighters                                              | Taito                           | Xbox 360 |
| 2006     | Paradise                                                     | White Birds Productions         | Windows |
| 2006     | Pirates des Caraïbes : La Légende de Jack Sparrow            | 7 Studios                       | PlayStation 2, Windows |
| 2006     | Rayman contre les lapins crétins                             | Ubisoft Montpellier             | Wii, PlayStation 2, Xbox, Xbox 360, Windows, Mac OS, Nintendo DS, Game Boy Advance                                        |
| 2006     | Red Steel                                                    | Ubisoft Paris                   | Wii |
| 2006     | Les Rebelles de la forêt                                     | Ubisoft Montréal                | GameCube, PlayStation 3, PlayStation 2, Xbox 360, Xbox, Wii, Windows, Nintendo DS, Game Boy Advance, PlayStation Portable |
| 2006     | Rugby Challenge 2006                                         | Swordfish Studios               | PlayStation 2, Xbox, Windows                                                                                              |
| 2006     | Star Trek: Encounters                                        | 4J Studios                      | PlayStation 2 |
| 2006     | Star Trek: Legacy                                            | Mad Doc Software                | Xbox 360, Windows |
| 2006     | Star Trek: Tactical Assault                                  | Quicksilver Software            | Nintendo DS, PlayStation Portable                                                                                         |
| 2006     | Star Wars: Lethal Alliance                                   | Ubisoft Casablanca              | Nintendo DS, PlayStation Portable                                                                                         |
| 2006     | Street Riders                                                | Virtuos                         | PlayStation Portable |
| 2006     | Tales of the World: Radiant Mythology                        | Alfa System                     | PlayStation Portable |
| 2006     | The Charlton's Fashion Academy                               | Lexis Numérique                 | Windows |
| 2006     | The Settlers II: 10th Anniversary                            | Funatics Software               | Windows |
| 2006     | Tom Clancy's Ghost Recon: Advanced Warfighter                | Ubisoft Paris                   | Xbox 360, Windows, PlayStation 2, Xbox                                                                                    |
| 2006     | Tom Clancy's Rainbow Six: Critical Hour                      | Ubisoft Québec                  | Xbox |
| 2006     | Tom Clancy's Rainbow Six: Vegas                              | Ubisoft Montréal                | PlayStation 3, Xbox 360, Windows, PlayStation Portable                                                                    |
| 2006     | Tom Clancy's Splinter Cell: Double Agent                     | Ubisoft Shanghai                | PlayStation Portable |
| 2006     | Tom Clancy's Splinter Cell: Essentials                       | Ubisoft Shanghai                | PlayStation 3, PlayStation 2, Xbox 360, Xbox, Wii, GameCube, Windows                                                      |
| 2006     | WarTech: Senko no Ronde                                      | G.rev                           | Xbox 360 |
| 2007     |                                                              |                                 | |
| 2007     | Alexandra Ledermann 8 : Les Secrets du haras                 | Lexis Numérique                 | Windows |
| 2007     | Alexandra Ledermann : Le Haras de la vallée                  | Ubisoft                         | PlayStation 2, Wii |
| 2007     | Alexandra Ledermann 2 : Mon aventure au haras                | Lexis Numérique                 | Nintendo DS |
| 2007     | America's Army: True Soldiers                                | Red Storm Entertainment         | Xbox 360 |
| 2007     | Assassin's Creed                                             | Ubisoft Montréal                | PlayStation 3, Xbox 360, Windows                                                                                          |
| 2007     | Blazing Angels 2: Secret Missions of WWII                    | Ubisoft Bucarest                | PlayStation 3, Xbox 360, Windows                                                                                          |
| 2007     | Brothers in Arms DS                                          | Gameloft                        | Nintendo DS |
| 2007     | Cranium Kabookii                                             | Ubisoft Québec                  | Wii |
| 2007     | Dogz 2                                                       | Yuke's Media Creation           | PlayStation 2, Wii, Windows, Mac OS, Nintendo DS                                                                          |
| 2007     | Driver 76                                                    | Sumo Digital                    | PlayStation Portable |
| 2007     | La Légende de Beowulf                                        | Ubisoft Shanghai                | PlayStation 3, Xbox 360, Windows, PlayStation Portable                                                                    |
| 2007     | Léa Passion : Bébés                                          | Visual Impact                   | Nintendo DS |
| 2007     | Léa Passion : Mode                                           | Lexis Numérique                 | Windows, Nintendo DS |
| 2007     | Les Experts : Morts programmées                              | Telltale Games                  | Xbox 360, Wii, Windows, Mac OS                                                                                            |
| 2007     | Les Rois de la glisse                                        | Ubisoft Montréal                | GameCube, PlayStation 3, PlayStation 2, Xbox 360, Wii, Windows, Nintendo DS, Game Boy Advance, PlayStation Portable       |
| 2007     | L'Île aux dauphins: Aventures sous-marines                   | Magic Pockets                   | Nintendo DS |
| 2007     | Naruto: Rise of a Ninja                                      | Ubisoft Montréal                | Xbox 360 |
| 2007     | No More Heroes                                               | Grasshopper Manufacture         | Wii |
| 2007     | Platinum Sudoku                                              | Gameloft                        | Nintendo DS |
| 2007     | Prince of Persia Classic                                     | Gameloft                        | Xbox 360, PlayStation 3, iOS, Android                                                                                     |
| 2007     | Real Football 2008                                           | Gameloft                        | Nintendo DS |
| 2007     | Resident Evil 4                                              | Capcom                          | Windows |
| 2007     | Rayman contre les lapins encore plus crétins                 | Ubisoft Paris                   | Wii, Windows, Nintendo DS                                                                                                 |
| 2007     | Rocky Balboa                                                 | Venom Games                     | PlayStation Portable |
| 2007     | Silent Hunter 4: Wolves of the Pacific                       | Ubisoft Bucarest                | Windows |
| 2007     | The Dog Island                                               | Yuke's Media Creation           | PlayStation 2, Wii |
| 2007     | The Settlers II                                              | Blue Byte Software              | Nintendo DS |
| 2007     | The Settlers : Bâtisseurs d'empire                           | Blue Byte Software              | Windows |
| 2007     | TMNT : Les Tortues Ninja                                     | Ubisoft Montréal                | Wii, GameCube, PlayStation 2, Xbox 360, Windows, Nintendo DS, Game Boy Advance, PlayStation Portable                      |
| 2007     | Tom Clancy's Ghost Recon Advanced Warfighter 2               | Ubisoft Paris                   | PlayStation 3, Xbox 360, Windows, PlayStation Portable                                                                    |
| 2008     |                                                              |                                 | |
| 2008     | Alexandra Ledermann : La Colline aux chevaux sauvages        | Phoenix Interactive             | Wii, Windows, Nintendo DS                                                                                                 |
| 2008     | Alexandra Ledermann : Le Mystère des chevaux sauvages        | Virtual Toys                    | Nintendo DS |
| 2008     | Armored Core: For Answer                                     | From Software                   | PlayStation 3, Xbox 360                                                                                                   |
| 2008     | Assassin's Creed: Altaïr's Chronicles                        | Gameloft                        | Nintendo DS |
| 2008     | Brothers in Arms: Hell's Highway                             | Gearbox Software                | PlayStation 3, Xbox 360, Windows                                                                                          |
| 2008     | Brothers in Arms: Double Time                                | Gearbox Software                | Wii |
| 2008     | Bunnyz                                                       | Ubisoft Nagoya                  | Nintendo DS |
| 2008     | Combat de Géants : Dinosaures                                | Ubisoft Québec                  | Nintendo DS |
| 2008     | Emergency Heroes                                             | Ubisoft Barcelone               | Wii |
| 2008     | Far Cry 2                                                    | Ubisoft Montréal                | PlayStation 3, Xbox 360, Windows                                                                                          |
| 2008     | Gourmet Chef                                                 | Creative Patterns               | Nintendo DS |
| 2008     | Haze                                                         | Free Radical Design             | PlayStation 3 |
| 2008     | Hell's Kitchen: The Game                                     | Ludia                           | Wii, Nintendo DS, Windows, Mac OS, iOS                                                                                    |
| 2008     | Léa Passion : Danseuse étoile                                | Spike                           | Nintendo DS |
| 2008     | Léa Passion : Décoration                                     | Anuman Interactive              | Nintendo DS |
| 2008     | Léa Passion : Maîtresse d'école                              | Magic Pockets                   | Nintendo DS |
| 2008     | Les Experts : Manhattan                                      | Legacy Interactive              | Windows |
| 2008     | Lost : Les Disparus, le jeu vidéo                            | Ubisoft Montréal                | PlayStation 3, Xbox 360, Windows                                                                                          |
| 2008     | Martin Mystère                                               | Ouat Entertainment              | Nintendo DS |
| 2008     | Naruto: The Broken Bond                                      | Ubisoft Montréal                | Xbox 360 |
| 2008     | Ninja Gaiden: Dragon Sword                                   | Team Ninja                      | Nintendo DS |
| 2008     | Nitrobike                                                    | Left Field Productions          | Wii |
| 2008     | Petz : Ma Famille Chatons                                    | DK-Games                        | Nintendo DS, PlayStation Portable                                                                                         |
| 2008     | Petz : Ma Famille Chiots                                     | DK-Games                        | Nintendo DS, PlayStation Portable                                                                                         |
| 2008     | Petz : Ma Famille Singes                                     | Ubisoft Nagoya                  | Nintendo DS |
| 2008     | PowerUp Heroes                                               | Ubisoft Québec                  | Xbox 360 |
| 2008     | Prince of Persia                                             | Ubisoft Montréal                | PlayStation 3, Xbox 360, Windows                                                                                          |
| 2008     | Prince of Persia: The Fallen King                            | Ubisoft Casablanca              | Nintendo DS |
| 2008     | Rayman Prod' présente : The Lapins Crétins Show              | Ubisoft Paris                   | Wii, Nintendo DS |
| 2008     | Shaun White Snowboarding                                     | Ubisoft Montréal                | PlayStation 3, PlayStation 2, Xbox 360, Windows, MacOS, Nintendo DS, PlayStation Portable                                 |
| 2008     | Shaun White Snowboarding: Road Trip                          | Ubisoft Montréal                | Wii |
| 2008     | SoulCalibur IV                                               | Project Soul                    | PlayStation 3, Xbox 360                                                                                                   |
| 2008     | Stratego: Next Edition                                       | Triangle Studios                | Nintendo DS |
| 2008     | Tenchu: Shadow Assassins                                     | Acquire                         | Wii, PlayStation Portable                                                                                                 |
| 2008     | Tim Power : Bricoleur de génie                               | Magic Pockets                   | Nintendo DS |
| 2008     | Tim Power : Héros du feu                                     | Magic Pockets                   | Nintendo DS |
| 2008     | Tim Power : Justicier dans la ville                          | Magic Pockets                   | Nintendo DS |
| 2008     | Tom Clancy's EndWar                                          | Ubisoft Shanghai                | PlayStation 3, Xbox 360, Windows, Nintendo DS, PlayStation Portable                                                       |
| 2008     | Tom Clancy's Rainbow Six: Vegas 2                            | Ubisoft Montréal                | PlayStation 3, Xbox 360, Windows                                                                                          |
| 2008     | Totally Spies! 4 : Autour du monde                           | Ouat Entertainment              | Nintendo DS |
| 2009     |                                                              |                                 | |
| 2009     | Academy of Champions : Football                              | Ubisoft Vancouver               | Wii |
| 2009     | Alexandra Ledermann : L'Été au haras                         | Sproing                         | Windows, Nintendo DS |
| 2009     | Anno 1404                                                    | Related Designs                 | Windows |
| 2009     | Anno : Créez votre monde                                     | Blue Byte Software              | Wii, Nintendo DS |
| 2009     | Arthur et la Vengeance de Maltazard                          | Phoenix Interactive             | PlayStation 3, Windows, Nintendo DS, Wii                                                                                  |
| 2009     | Assassin's Creed: Bloodlines                                 | Griptonite Games                | PlayStation Portable |
| 2009     | Assassin's Creed II                                          | Ubisoft Montréal                | PlayStation 3, Xbox 360, Windows                                                                                          |
| 2009     | Assassin's Creed II: Discovery                               | Griptonite Games                | Nintendo DS |
| 2009     | Astérix : Ils sont fous ces Romains                          | Visual Impact                   | Nintendo DS |
| 2009     | James Cameron's Avatar: The Game                             | Ubisoft Montréal                | PlayStation 3, Xbox 360, Wii, Windows, Nintendo DS, PlayStation Portable                                                  |
| 2009     | Call of Juarez: Bound in Blood                               | Techland                        | PlayStation 3, Xbox 360, Windows                                                                                          |
| 2009     | CellFactor: Psychokinetic Wars                               | Immersion Games                 | PlayStation Network, Xbox Live Arcade                                                                                     |
| 2009     | COP: The Recruit                                             | Velez & Dubail Dev. Team        | Nintendo DS |
| 2009     | Combat de Géants : Dragons                                   | Ubisoft Québec                  | Nintendo DS |
| 2009     | Grey's Anatomy, le jeu vidéo                                 | Longtail Studios                | Wii, Windows, Nintendo DS                                                                                                 |
| 2009     | Heroes over Europe                                           | Transmission Games              | PlayStation 3, Xbox 360                                                                                                   |
| 2009     | Jeune Styliste Paris                                         | Carré Multimedia                | Nintendo DS |
| 2009     | Just Dance                                                   | Ubisoft Paris                   | Wii |
| 2009     | Les Chevaliers de Baphomet: Director's Cut                   | Revolution Software             | Wii, Windows |
| 2009     | Les Classiques : Vos 100 jeux préférés                       | Ubisoft                         | Nintendo DS |
| 2009     | Les Experts : Préméditation                                  | Telltale Games                  | Wii, Nintendo DS |
| 2009     | Metropolis Crimes                                            | Lexis Numérique                 | Nintendo DS |
| 2009     | Might and Magic: Clash of Heroes                             | Capybara Games                  | Nintendo DS |
| 2009     | Petz : Ma Famille Hamsters                                   | DK-Games                        | PlayStation Portable |
| 2009     | Petz : Ma Famille Pandas                                     | Ubisoft Nagoya                  | Nintendo DS |
| 2009     | Petz : Ma Famille Poulains                                   | Ubisoft Nagoya                  | Nintendo DS |
| 2009     | Petz: Nursery                                                | Ubisoft Nagoya                  | Nintendo DS |
| 2009     | Princesse Mélodie                                            | Ubisoft Shanghai                | Nintendo DS |
| 2009     | Shaun White Snowboarding: World Stage                        | Ubisoft Montréal                | Wii |
| 2009     | SoulCalibur: Broken Destiny                                  | Project Soul                    | PlayStation Portable |
| 2009     | Teenage Mutant Ninja Turtles: Smash-Up                       | Game Arts                       | Wii, PlayStation 2 |
| 2009     | Teenage Mutant Ninja Turtles: Turtles in Time Re-Shelled     | Ubisoft Singapour               | PlayStation Network, Xbox Live Arcade                                                                                     |
| 2009     | The Lapins Crétins : La Grosse aventure                      | Ubisoft Montpellier             | Wii, Nintendo DS |
| 2009     | Tempête de boulettes géantes                                 | Ubisoft Shanghai                | PlayStation 3, Xbox 360, Wii, Windows, Nintendo DS, PlayStation Portable                                                  |
| 2009     | Tim Power : Champion de foot                                 | Tectoy Digital                  | Nintendo DS |
| 2009     | Tom Clancy's HAWX                                            | Ubisoft Bucarest                | PlayStation 3, Xbox 360, Wii, Windows                                                                                     |
| 2009     | Totally Spies ! Mon agenda secret                            | Ouat Entertainment              | Nintendo DS |
| 2009     | Voca Mania                                                   | Ubisoft                         | Nintendo DS |
| 2009     | World in Conflict: Soviet Assault                            | Massive Entertainment           | Windows |
| 2009     | Your Shape                                                   | Ubisoft Barcelone               | Wii |
| 2010     |                                                              |                                 | |
| 2010     | Assassin's Creed Brotherhood                                 | Ubisoft Montréal                | Xbox 360, PlayStation 3, Windows                                                                                          |
| 2010     | Bloody Good Time                                             | Outerlight                      | Xbox Live Arcade, Windows                                                                                                 |
| 2010     | Combat de Géants : Insectes mutants                          | Ubisoft Québec                  | Nintendo DS |
| 2010     | Dance on Broadway                                            | Longtail Studios                | Wii, PlayStation 3 |
| 2010     | Fighters Uncaged                                             | AMA                             | Xbox 360 |
| 2010     | Just Dance 2                                                 | Ubisoft Paris                   | Wii |
| 2010     | Just Dance Kids                                              | Land Ho!                        | Wii |
| 2010     | Les Experts : Complot à Las Vegas                            | Telltale Games                  | PlayStation 3, Xbox 360, Windows, Wii                                                                                     |
| 2010     | Les Experts : Enquêtes mystérieuses                          | Other Ocean Interactive         | Nintendo DS, Nintendo DSi                                                                                                 |
| 2010     | Michael Jackson: The Experience                              | Ubisoft Paris                   | Wii, Nintendo DS, PlayStation Portable, 3DS, PlayStation 3, Xbox 360, Vita, iOS                                           |
| 2010     | Might and Magic: Heroes Kingdoms                             | Ubisoft Blue Byte               | Windows |
| 2010     | MotionSports                                                 | Ubisoft Barcelona               | Xbox 360 |
| 2010     | Prince of Persia : Les Sables oubliés                        | Ubisoft Montréal                | PlayStation 3, Xbox 360, Wii, Windows, Nintendo DS, PlayStation Portable                                                  |
| 2010     | Pure Football                                                | Ubisoft Vancouver               | Xbox 360, PlayStation 3                                                                                                   |
| 2010     | Red Steel 2                                                  | Ubisoft Paris                   | Wii |
| 2010     | R.U.S.E.                                                     | Eugen Systems                   | PlayStation 3, Xbox 360, Windows, Mac                                                                                     |
| 2010     | Scott Pilgrim contre le Monde : Le Jeu                       | Ubisoft Chengdu                 | PlayStation 3, Xbox 360                                                                                                   |
| 2010     | Shaun White Skateboarding                                    | Ubisoft Montréal                | PlayStation 3, Xbox 360, Windows, Wii                                                                                     |
| 2010     | Silent Hunter V                                              | Ubisoft Bucarest                | Windows |
| 2010     | The Lapins Crétins : Retour vers le passé                    | Ubisoft Paris                   | Wii, Nintendo 3DS |
| 2010     | The Settlers : À l'aube d'un nouveau royaume                 | Blue Byte Software              | Windows |
| 2010     | Tom Clancy's Ghost Recon: Predator                           | Virtuos                         | PlayStation Portable |
| 2010     | Tom Clancy's HAWX 2                                          | Ubisoft Bucarest                | PlayStation 3, Xbox 360, Windows, Wii                                                                                     |
| 2010     | Tom Clancy's Splinter Cell: Conviction                       | Ubisoft Montréal                | PlayStation 3, Xbox 360, Windows                                                                                          |
| 2010     | Your Shape: Fitness Evolved                                  | Ubisoft Montréal                | Xbox 360 |
| 2011     |                                                              |                                 | |
| 2011     | ABBA: You Can Dance                                          | Ubisoft Paris                   | Wii |
| 2011     | Anno 2070                                                    | Ubisoft Blue Byte               | Windows |
| 2011     | Asphalt 3D                                                   | Gameloft                        | 3DS |
| 2011     | Assassin's Creed: Revelations                                | Ubisoft Montréal                | PlayStation 3, Xbox 360, Windows                                                                                          |
| 2011     | Call of Juarez: The Cartel                                   | Techland                        | PlayStation 3, Xbox 360, Windows                                                                                          |
| 2011     | Child of Eden                                                | Q Entertainment                 | PlayStation 3, Xbox 360                                                                                                   |
| 2011     | Combat de Géants : Dinosaures 3D                             | Ubisoft Québec                  | 3DS |
| 2011     | DrawRace 2                                                   | RedLynx                         | iOS, Android |
| 2011     | Driver: Renegade 3D                                          | Ubisoft Reflections             | 3DS |
| 2011     | Driver : San Francisco                                       | Ubisoft Reflections             | PlayStation 3, Xbox 360, Windows, Wii                                                                                     |
| 2011     | Dungeon Hunter Alliance                                      | Gameloft                        | PlayStation Vita |
| 2011     | Fashiown                                                     | Owlient                         | Windows |
| 2011     | From Dust                                                    | Ubisoft Montpellier             | Windows, PlayStation Network, Xbox Live Arcade                                                                            |
| 2011     | IL-2 Sturmovik: Cliffs of Dover                              | 1C: Maddox Games                | Windows |
| 2011     | James Noir's Hollywood Crimes                                | Ubisoft Montréal                | 3DS, iOS |
| 2011     | Just Dance 2: Extra Songs                                    | Ubisoft Paris                   | Wii |
| 2011     | Just Dance 3                                                 | Ubisoft Paris                   | Wii, PlayStation 3, Xbox 360                                                                                              |
| 2011     | Just Dance Kids 2                                            | Land Ho!                        | Wii, PlayStation 3, Xbox 360                                                                                              |
| 2011     | Just Dance Wii                                               | Ubisoft Paris                   | Wii |
| 2011     | Léa Passion : Mode 3D                                        | Ubisoft Sofia                   | 3DS |
| 2011     | Les Aventures de Tintin : Le Secret de La Licorne            | Ubisoft Montpellier             | PlayStation 3, Xbox 360, Windows, Wii, 3DS, iOS, Android                                                                  |
| 2011     | Les Schtroumpfs : Dance Party                                | Land Ho!                        | Wii |
| 2011     | Might and Magic: Heroes VI                                   | Black Hole Entertainment        | Windows |
| 2011     | Monster Burner                                               | Ubisoft Montréal                | iOS |
| 2011     | Motionsports Adrenaline                                      | Ubisoft Barcelona               | Xbox 360 |
| 2011     | MotoHeroz                                                    | RedLynx                         | Wii, iOS, Android |
| 2011     | NCIS                                                         | Ubisoft Shanghai                | Windows, Wii, Playstation 3, Xbox 360, Nintendo 3DS                                                                       |
| 2011     | Outland                                                      | Housemarque                     | PlayStation Network, Xbox Live Arcade                                                                                     |
| 2011     | Rayman Origins                                               | Ubisoft Montpellier             | PlayStation 3, Xbox 360, Windows, Wii, 3DS, Vita                                                                          |
| 2011     | Rocksmith                                                    | Ubisoft San Francisco           | PlayStation 3, Xbox 360, Windows                                                                                          |
| 2011     | The Black Eyed Peas Experience                               | Ubisoft Québec                  | Xbox 360, Wii |
| 2011     | The Settlers Online                                          | Ubisoft Blue Byte               | PC |
| 2011     | Tom Clancy's Ghost Recon: Shadow Wars                        | Ubisoft Sofia                   | 3DS |
| 2011     | TrackMania2: Canyon                                          | Nadeo                           | Windows |
| 2011     | Your Shape: Fitness Evolved 2012                             | Ubisoft Montréal                | Xbox 360 |
| 2011     | Zeit²                                                        | Brightside Games                | Xbox 360 |
| 2011     | Zoo Resort 3D                                                | AQ Interactive                  | Nintendo 3DS |
| 2012     |                                                              |                                 | |
| 2012     | AirMech                                                      | Carbon Games                    | Windows, Xbox 360, PlayStation 4, Xbox One                                                                                |
| 2012     | Asphalt: Injection                                           | Gameloft                        | PlayStation Vita, Android                                                                                                 |
| 2012     | Assassin's Creed III                                         | Ubisoft Montréal                | PlayStation 3, Xbox 360, Windows, Wii U, PlayStation 4, Xbox One, Nintendo Switch                                         |
| 2012     | Assassin's Creed Anthology                                   | Ubisoft Montréal                | PlayStation 3, Xbox 360, Windows                                                                                          |
| 2012     | Assassin's Creed III: Liberation                             | Ubisoft Sofia                   | PlayStation Vita, PlayStation 3, Xbox 360, Playstation 4, Xbox One, Nintendo Switch, Windows                              |
| 2012     | Babel Rising 3D                                              | Mando Productions               | iOS, Windows Phone, PlayStation 3, Xbox 360, PC                                                                           |
| 2012     | Far Cry 3                                                    | Ubisoft Montréal                | PlayStation 3, Xbox 360, Windows, PlayStation 4, Xbox One                                                                 |
| 2012     | Funky Barn                                                   | Tantalus Media                  | Nintendo 3DS |
| 2012     | Galaxy Life: Pocket Adventures                               | Ubisoft Barcelona               | iOS, Android |
| 2012     | Hungry Shark Evolution                                       | Future Games Of London          | iOS, Android, Windows Phone                                                                                               |
| 2012     | I Am Alive                                                   | Ubisoft Shanghai                | PlayStation 3, Xbox 360, Windows                                                                                          |
| 2012     | Just Dance: Best Of                                          | Ubisoft Paris                   | Xbox 360, Wii |
| 2012     | Just Dance: Disney Party                                     | Land Ho!                        | Xbox 360, Wii |
| 2012     | Just Dance 4                                                 | Ubisoft Paris                   | PlayStation 3, Xbox 360, Wii, Wii U                                                                                       |
| 2012     | Just Dance Wii 2                                             | Ubisoft Paris                   | Wii |
| 2012     | Léa passion : Bébés 3D                                       | Dancing Dots                    | 3DS |
| 2012     | Léa passion : Vie de fashionista 3D                          | Magic Pockets                   | 3DS |
| 2012     | Les Lapins Crétins: La Grosse Bagarre                        | Headstrong Games                | 3DS |
| 2012     | Lumines Electronic Symphony                                  | Q Entertainment                 | PlayStation Vita |
| 2012     | Mad Riders                                                   | Techland                        | PlayStation Network, Xbox Live Arcade, Windows                                                                            |
| 2012     | Marvel Avengers: Battle for Earth                            | Ubisoft Québec                  | Wii U, Xbox 360 |
| 2012     | Might and Magic: Duel of Champions                           | Ubisoft Québec                  | iOS, Windows, Xbox 360, PlayStation 3                                                                                     |
| 2012     | Monster 4x4 3D                                               | Ubisoft Pune                    | 3DS |
| 2012     | Rayman: Jungle Run                                           | Pastagames                      | iOS, Android |
| 2012     | Shoot Many Robots                                            | Demiurge Studios                | Xbox 360, PlayStation 3, Windows, Android                                                                                 |
| 2012     | Sports Connection                                            | Ubisoft Barcelona               | Wii U |
| 2012     | The Hip-Hop Dance Experience                                 | iNiS                            | Xbox 360, Wii |
| 2012     | The Lapins Crétins Land                                      | Ubisoft Paris                   | Wii U |
| 2012     | Tom Clancy's Ghost Recon: Future Soldier                     | Ubisoft Paris                   | PlayStation 3, Xbox 360, Windows                                                                                          |
| 2012     | Trials Evolution                                             | RedLynx                         | Xbox 360, Windows |
| 2012     | Your Shape: Fitness Evolved 2013                             | Ubisoft Blue Byte               | Wii U |
| 2012     | ZombiU                                                       | Ubisoft Montpellier             | Wii U, Windows, PlayStation 4, Xbox One                                                                                   |
| 2013     |                                                              |                                 | |
| 2013     | Alexandra Ledermann 3D                                       | Ubisoft                         | 3DS |
| 2013     | Anno Online                                                  | Ubisoft Blue Byte               | Windows, iOS, Android |
| 2013     | Assassin's Creed IV: Black Flag                              | Ubisoft Montréal                | PlayStation 3, Xbox 360, Windows, Wii U, PlayStation 4, Xbox One                                                          |
| 2013     | Assassin's Creed Heritage Collection                         | Ubisoft Montréal                | PlayStation 3, Xbox 360, Windows                                                                                          |
| 2013     | Assassin's Creed Pirates                                     | Ubisoft Paris                   | iOS, Android, Windows Phone                                                                                               |
| 2013     | Call of Juarez : Gunslinger                                  | Techland                        | PlayStation Network, Xbox Live Arcade, Windows                                                                            |
| 2013     | Cloudberry Kingdom                                           | Pwnee                           | Windows, PlayStation Network, Xbox Live Arcade, Wii U, PlayStation Vita                                                   |
| 2013     | Dragow                                                       | Owlient                         | Windows |
| 2013     | Far Cry 3: Blood Dragon                                      | Ubisoft Montréal                | PlayStation Network, Xbox Live Arcade, Windows                                                                            |
| 2013     | Fighter Within                                               | AMA                             | Xbox One |
| 2013     | Flashback                                                    | Vector Cell                     | PlayStation 3, Xbox 360, Windows                                                                                          |
| 2013     | Just Dance 2014                                              | Ubisoft Paris                   | PlayStation 3, Xbox 360, Wii, Wii U, PlayStation 4, Xbox One                                                              |
| 2013     | Just Dance Kids 2014                                         | Ubisoft San Francisco           | Xbox 360, Wii, Wii U |
| 2013     | Les Schtroumpfs 2                                            | WayForward Technologies         | PlayStation 3, Xbox 360, Nintendo DS, Wii U, Wii                                                                          |
| 2013     | Mojow Locow                                                  | Owlient                         | Windows |
| 2013     | Nutty Fluffies                                               | RedLynx                         | iOS, Android |
| 2013     | Rayman: Fiesta Run                                           | Ubisoft Casablanca              | iOS, Android, Windows Phone                                                                                               |
| 2013     | Rayman Legends                                               | Ubisoft Montpellier             | PlayStation 3, Xbox 360, Wii U, Windows, PlayStation Vita, PlayStation 4, Xbox One, Nintendo Switch                       |
| 2013     | Rocksmith 2014                                               | Ubisoft San Francisco           | PlayStation 3, Xbox 360, Windows, PlayStation 4, Xbox One                                                                 |
| 2013     | ShootMania Storm                                             | Nadeo                           | Windows |
| 2013     | Spartacus Legends                                            | Kung Fu Factory                 | PlayStation 3, Xbox 360                                                                                                   |
| 2013     | The Lapins Crétins Big Bang                                  | Ubisoft Milan                   | iOS, Android, Windows Phone                                                                                               |
| 2013     | Thunder Wolves                                               | Most Wanted                     | PlayStation 3, Xbox 360, Windows                                                                                          |
| 2013     | Tom Clancy's Splinter Cell: Blacklist                        | Ubisoft Toronto                 | PlayStation 3, Xbox 360, Windows, Wii U                                                                                   |
| 2013     | TrackMania²: Stadium                                         | Nadeo                           | Windows |
| 2013     | TrackMania²: Valley                                          | Nadeo                           | Windows |
| 2014     |                                                              |                                 | |
| 2014     | Assassin's Creed : La Saga Américaine                        | Ubisoft                         | Xbox 360, PlayStation 3, Windows                                                                                          |
| 2014     | Assassin's Creed Memories                                    | GREE                            | iOS |
| 2014     | Assassin's Creed Rogue                                       | Ubisoft Sofia                   | Xbox 360, PlayStation 3, Windows, Xbox One, PlayStation 4, Nintendo Switch                                                |
| 2014     | Assassin's Creed Unity                                       | Ubisoft Montréal                | Xbox One, Windows, PlayStation 4                                                                                          |
| 2014     | Battle of Heroes                                             | Ubisoft Barcelona               | iOS, Android |
| 2014     | Child of Light                                               | Ubisoft Montréal                | Windows, PlayStation 3, Xbox 360, Wii U, PlayStation 4, Xbox One, PlayStation Vita, Nintendo Switch                       |
| 2014     | Chubby Kings: Penguins                                       | Ubisoft Paris                   | iOS |
| 2014     | Far Cry 4                                                    | Ubisoft Montréal                | PlayStation 3, Xbox 360, PlayStation 4, Xbox One, Windows                                                                 |
| 2014     | Just Dance 2015                                              | Ubisoft Paris                   | PlayStation 3, Xbox 360, PlayStation 4, Xbox One, Wii U, Wii                                                              |
| 2014     | Just Dance Now                                               | Ubisoft Paris                   | iOS, Android |
| 2014     | Just Dance Wii U                                             | Ubisoft Paris                   | Wii U |
| 2014     | Les Experts : Hidden Crimes                                  | Ubisoft Abu Dhabi               | iOS, Android |
| 2014     | Les Lapins Crétins : Invasion                                | Ubisoft Paris                   | Xbox 360, PlayStation 4, Xbox One, iOS, Android                                                                           |
| 2014     | Little Raiders: Robin's Revenge                              | Future Games Of London          | iOS, Android |
| 2014     | Might and Magic Heroes Online                                | Ubisoft Blue Byte               | Windows |
| 2014     | Might and Magic X Legacy                                     | Limbic Entertainment            | Windows |
| 2014     | Monopoly Plus                                                | Ubisoft                         | PlayStation 3, Xbox 360, PlayStation 4, Xbox One                                                                          |
| 2014     | Petz Beach                                                   | Ubisoft Nagoya                  | 3DS |
| 2014     | Petz Countryside                                             | Ubisoft Nagoya                  | 3DS |
| 2014     | Shape Up                                                     | Ubisoft Montréal                | Xbox One |
| 2014     | Soldats inconnus : Mémoires de la Grande Guerre              | Ubisoft Montpellier             | PlayStation 3, Xbox 360, PlayStation 4, Xbox One, Windows, Nintendo Switch, iOS                                           |
| 2014     | South Park : Le Bâton de la vérité                           | Obsidian Entertainment          | PlayStation 3, Xbox 360, Windows, Nintendo Switch, PlayStation 4, Xbox One                                                |
| 2014     | Tetris Ultimate                                              | SoMa Play                       | PlayStation 4, Xbox One, Windows, 3DS, PlayStation Vita                                                                   |
| 2014     | The Bot Squad: Puzzle Battles                                | Ubisoft Shanghai                | iOS, Android |
| 2014     | The Crew                                                     | Ivory Tower                     | Xbox 360, PlayStation 4, Xbox One, Windows                                                                                |
| 2014     | The Mighty Quest for Epic Loot                               | Ubisoft Montréal                | Windows |
| 2014     | Tom Clancy's Ghost Recon Phantoms                            | Ubisoft Singapour               | Windows |
| 2014     | Trials Fusion                                                | RedLynx                         | Xbox 360, PlayStation 4, Xbox One, Windows                                                                                |
| 2014     | Trials Frontier                                              | RedLynx                         | iOS, Android |
| 2014     | Watch Dogs                                                   | Ubisoft Montréal                | PlayStation 3, Xbox 360, Windows, Wii U, PlayStation 4, Xbox One                                                          |
| 2015     |                                                              |                                 | |
| 2015     | Anno 2205                                                    | Ubisoft Blue Byte               | Windows |
| 2015     | Assassin's Creed Chronicles (China)                          | Climax                          | PlayStation 4, Xbox One, Windows                                                                                          |
| 2015     | Assassin's Creed Syndicate                                   | Ubisoft Québec                  | PlayStation 4, Xbox One, Windows                                                                                          |
| 2015     | Driver Speedboat Paradise                                    | Ubisoft Paris                   | iOS, Android |
| 2015     | Grow Home                                                    | Ubisoft Reflections             | Windows, PlayStation 4 |
| 2015     | Might and Magic Heroes III HD Edition                        | Limbic Entertainment            | Windows, iOS, Android |
| 2015     | Horse Haven World Adventures                                 | Ubisoft Shanghai                | iOS, Android |
| 2015     | Just Dance 2016                                              | Ubisoft Paris                   | PlayStation 3, Xbox 360, PlayStation 4, Xbox One, Wii, Wii U                                                              |
| 2015     | Just Dance: Disney Party 2                                   | Ubisoft San Francisco           | Xbox One, Xbox 360, Wii, Wii U                                                                                            |
| 2015     | Might and Magic: Heroes VII                                  | Limbic Entertainment            | Windows |
| 2015     | Monkey King Escape                                           | Ubisoft Chengdu                 | iOS, Android |
| 2015     | Rayman Adventures                                            | Ubisoft Montpellier             | iOS, Android |
| 2015     | Risk                                                         | Zoë Mode                        | PlayStation 3, Xbox 360, PlayStation 4, Xbox One                                                                          |
| 2015     | Souvenir de Gravity Falls : La Légende des gémulettes gnomes | Ubisoft Osaka                   | 3DS |
| 2015     | Tom Clancy's EndWar Online                                   | Ubisoft Shanghai                | Windows |
| 2015     | Tom Clancy's Rainbow Six: Siege                              | Ubisoft Montréal                | Windows, PlayStation 4, Xbox One, PlayStation 5, Xbox Series                                                              |
| 2015     | Toy Soldiers: War Chest                                      | Signal Studios                  | Windows, PlayStation 4, Xbox One, PlayStation 5, Xbox Series                                                              |
| 2015     | Yôkai Watch Dance: Just Dance Special Edition                | Level-5                         | Wii U |
| 2016     |                                                              |                                 | |
| 2016     | Assassin's Creed Chronicles (India, Russia)                  | Climax                          | PlayStation 4, Xbox One, Windows                                                                                          |
| 2016     | Assassin's Creed Identity                                    | Ubisoft Blue Byte               | iOS, Android |
| 2016     | Assassin's Creed: The Ezio Collection                        | Ubisoft                         | PlayStation 4, Xbox One, Windows                                                                                          |
| 2016     | Champions of Anteria                                         | Ubisoft Blue Byte               | Windows |
| 2016     | Eagle Flight                                                 | Ubisoft Montréal                | Windows (Oculus Rift), PlayStation 4 (PlayStation VR)                                                                     |
| 2016     | Far Cry Primal                                               | Ubisoft Montréal                | Windows, PlayStation 4, Xbox One                                                                                          |
| 2016     | Grow Up                                                      | Ubisoft Reflections             | Windows, PlayStation 4, Xbox One                                                                                          |
| 2016     | Hungry Shark World                                           | Future Games Of London          | iOS, Android, PlayStation 4, Xbox One, Switch                                                                             |
| 2016     | Just Dance 2017                                              | Ubisoft Paris                   | Windows, PlayStation 4, Xbox One, PlayStation 3, Xbox 360, Wii, Wii U, Switch                                             |
| 2016     | Just Sing                                                    | iNiS                            | PlayStation 4, Xbox One                                                                                                   |
| 2016     | Les Schtroumpfs: Epic Run                                    | Ubisoft Paris                   | iOS, Android |
| 2016     | NCIS: Hidden Crimes                                          | Ubisoft Abu Dhabi               | iOS, Android |
| 2016     | Risk: Urban Assault                                          | Zoë Mode                        | PlayStation 3, PlayStation 4, Xbox 360, Xbox One                                                                          |
| 2016     | Sandstorm: Pirate Wars                                       | Ubisoft Barcelona               | iOS, Android |
| 2016     | Steep                                                        | Ubisoft Annecy                  | Windows, PlayStation 4, Xbox One                                                                                          |
| 2016     | Tom Clancy's The Division                                    | Ubisoft Massive                 | Windows, PlayStation 4, Xbox One                                                                                          |
| 2016     | TrackMania Turbo                                             | Nadeo                           | Windows, PlayStation 4, Xbox One                                                                                          |
| 2016     | Trials of the Blood Dragon                                   | RedLynx                         | Windows, PlayStation 4, Xbox One                                                                                          |
| 2016     | Watch Dogs 2                                                 | Ubisoft Montréal                | Windows, PlayStation 4, Xbox One                                                                                          |
| 2016     | Werewolves Within                                            | Red Storm                       | Windows (Oculus Rift), PlayStation 4 (PlayStation VR)                                                                     |
| 2017     |                                                              |                                 | |
| 2017     | Assassin's Creed Origins                                     | Ubisoft Montréal                | Windows, PlayStation 4, Xbox One                                                                                          |
| 2017     | Atomega                                                      | Ubisoft Reflections             | Windows |
| 2017     | Brawlhalla                                                   | Blue Mammoth Games              | Windows, PlayStation 4, Mac OS X, Xbox One, Nintendo Switch, PlayStation 5, Xbox Series                                   |
| 2017     | For Honor                                                    | Ubisoft Montréal                | PlayStation 4, Xbox One, Windows                                                                                          |
| 2017     | Growtopia                                                    | Ubisoft Abu Dhabi               | iOS, Android, PlayStation 4, Xbox One, Switch, OS X, Windows                                                              |
| 2017     | Horse Adventure: Tale of Etria                               | Owlient                         | iOS, Android |
| 2017     | Hungry Shark VR                                              | Future Games Of London          | Windows |
| 2017     | Just Dance 2018                                              | Ubisoft Paris                   | Windows, PlayStation 4, Xbox One, PlayStation 3, Xbox 360, Wii, Wii U, Switch                                             |
| 2017     | Mario + The Lapins Crétins: Kingdom Battle                   | Ubisoft Milan                   | Switch |
| 2017     | Ode                                                          | Ubisoft Reflections             | Windows |
| 2017     | South Park : L'Annale du destin                              | Ubisoft San Francisco           | Windows, PlayStation 4, Xbox One, Nintendo Switch                                                                         |
| 2017     | South Park: Phone Destroyer                                  | RedLynx                         | iOS, Android |
| 2017     | Star Trek: Bridge Crew                                       | Ubisoft San Francisco           | Windows (Oculus Rift), PlayStation 4 (PlayStation VR)                                                                     |
| 2017     | Tom Clancy's Ghost Recon Wildlands                           | Ubisoft Paris                   | PlayStation 4, Xbox One, Windows                                                                                          |
| 2017     | Tom Clancy's ShadowBreak                                     | Ubisoft Halifax                 | iOS, Android |
| 2017     | TrackMania²: Lagoon                                          | Nadeo                           | Windows |
| 2018     |                                                              |                                 | |
| 2018     | Assassin's Creed Odyssey                                     | Ubisoft Québec                  | Windows, PlayStation 4, Xbox One                                                                                          |
| 2018     | Assassin's Creed Rebellion                                   | Behaviour Interactive           | iOS, Android |
| 2018     | Far Cry 5                                                    | Ubisoft Montréal                | Windows, PlayStation 4, Xbox One                                                                                          |
| 2018     | Just Dance 2019                                              | Ubisoft Paris                   | PlayStation 4, Xbox One, Switch, Wii U                                                                                    |
| 2018     | Might and Magic: Elemental Guardians                         | Ubisoft Barcelona               | iOS, Android |
| 2018     | Sports Party                                                 | Ubisoft                         | Switch |
| 2018     | Starlink: Battle for Atlas                                   | Ubisoft Toronto                 | PlayStation 4, Xbox One, Switch                                                                                           |
| 2018     | The Crew 2                                                   | Ivory Tower                     | Windows, PlayStation 4, Xbox One                                                                                          |
| 2018     | The Settlers History Collection                              | Ubisoft Blue Byte               | Windows |
| 2018     | Transference                                                 | SpectreVision                   | Windows (Oculus Rift), PlayStation 4 (PlayStation VR), Xbox One                                                           |
| 2019     |                                                              |                                 | |
| 2019     | Anno 1800                                                    | Ubisoft Blue Byte               | Windows, PlayStation 5, Xbox Series                                                                                       |
| 2019     | Assassin's Creed: The Rebel Collection                       | Ubisoft                         | Switch |
| 2019     | Far Cry: New Dawn                                            | Ubisoft Montréal                | Windows, PlayStation 4, Xbox One                                                                                          |
| 2019     | Just Dance 2020                                              | Ubisoft Paris                   | PlayStation 4, Xbox One, Switch, Wii, Stadia                                                                              |
| 2019     | Rayman Mini                                                  | Ubisoft Montpellier, Pastagames | Apple Arcade |
| 2019     | Space Junkies                                                | Ubisoft Montpellier             | Oculus Rift, PlayStation VR                                                                                               |
| 2019     | Tom Clancy's Ghost Recon Breakpoint                          | Ubisoft Paris                   | PlayStation 4, Xbox One, Windows                                                                                          |
| 2019     | Tom Clancy's The Division 2                                  | Ubisoft Massive                 | PlayStation 4, Xbox One, Windows                                                                                          |
| 2019     | Trials Rising                                                | RedLynx                         | PlayStation 4, Xbox One, Windows, Switch                                                                                  |
| 2020     |                                                              |                                 | |
| 2020     | AGOS: A Game of Space                                        | Ubisoft                         | Oculus Rift, HTC Vive |
| 2020     | Anno History Collection                                      | Ubisoft Blue Byte               | Windows |
| 2020     | Assassin's Creed Valhalla                                    | Ubisoft Montréal                | PlayStation 4, PlayStation 5, Xbox One, Xbox Series, Windows                                                              |
| 2020     | Hyper Scape                                                  | Ubisoft Montréal                | PlayStation 4, PlayStation 5, Xbox One, Xbox Series, Windows                                                              |
| 2020     | Immortals Fenyx Rising                                       | Ubisoft Québec                  | PlayStation 4, Xbox One, Windows, Switch, Xbox Series, PlayStation 5                                                      |
| 2020     | Just Dance 2021                                              | Ubisoft Paris                   | PlayStation 4, Xbox One, Windows, Switch, Xbox Series, PlayStation 5                                                      |
| 2020     | Might & Magic: Chess Royale                                  | Ubisoft                         | Windows, iOS, Android |
| 2020     | Tom Clancy's Elite Squad                                     | Owlient                         | iOS, Android |
| 2020     | TrackMania                                                   | Nadeo                           | Windows, PlayStation 5, Xbox Series                                                                                       |
| 2020     | Watch Dogs: Legion                                           | Ubisoft Toronto                 | PlayStation 4, PlayStation 5, Xbox One, Xbox Series, Windows                                                              |
| 2021     |                                                              |                                 | |
| 2021     | Far Cry 6                                                    | Ubisoft Montréal                | PlayStation 4, PlayStation 5, Xbox One, Xbox Series, Windows                                                              |
| 2021     | Just Dance 2022                                              | Ubisoft Paris                   | Nintendo Switch, PlayStation 4, PlayStation 5, Xbox One, Xbox Series                                                      |
| 2021     | Riders Republic                                              | Ubisoft Annecy                  | PlayStation 4, Xbox One, Windows, PlayStation 5, Xbox Series                                                              |
| 2021     | Scott Pilgrim vs. The World: The Game - Complete Edition     | Ubisoft Montreal                | Windows, Xbox One, Xbox Series, PlayStation 4, PlayStation 5, Nintendo Switch                                             |
| 2021     | The Lapins Crétins: Party of Legends                         | Ubisoft Chengdu                 | Nintendo Switch, Xbox One, PlayStation 4, Windows, Google Stadia                                                          |
| 2022     |                                                              |                                 | |
| 2022     | Clash of Beasts                                              | Ubisoft                         | iOS, Android |
| 2022     | Just Dance 2023 Edition                                      | Ubisoft Paris                   | Nintendo Switch, Xbox Series, PlayStation 5                                                                               |
| 2022     | Mario + The Lapins Crétins: Sparks of Hope                   | Ubisoft Milan                   | Nintendo Switch |
| 2022     | Rocksmith+                                                   | Ubisoft San Francisco           | Windows, Xbox One, Xbox Series, PlayStation 4, PlayStation 5, Android, iOS                                                |
| 2022     | Roller Champions                                             | Ubisoft Montréal                | PlayStation 4, Xbox One, Windows, PlayStation 5, Xbox Series                                                              |
| 2022     | Tom Clancy's Rainbow Six: Extraction                         | Ubisoft Montréal                | PlayStation 4, Xbox One, Windows, PlayStation 5, Xbox Series                                                              |
| 2022     | Wild Arena Survivors                                         | Ubisoft Paris Mobile            | iOS, Android |
| 2023     |                                                              |                                 | |
| 2023     | Assassin's Creed Mirage                                      | Ubisoft Bordeaux                | Windows, PlayStation 4, Xbox One, PlayStation 5, Xbox Series, Amazon Luna                                                 |
| 2023     | Assassin's Creed Nexus                                       | Red Storm Entertainment         | Meta Quest 2, Meta Quest Pro, Meta Quest 3                                                                                |
| 2023     | Avatar: Frontiers of Pandora                                 | Massive Entertainment           | Windows, Xbox Series, PlayStation 5                                                                                       |
| 2023     | BUMP! Superbrawl                                             | Ubisoft                         | iOS, Android |
| 2023     | Just Dance 2024 Edition                                      | Ubisoft Paris                   | Windows, Xbox Series, PlayStation 5                                                                                       |
| 2023     | Mighty Quest: Rogue Palace                                   | Ubisoft Paris                   | Netflix Games |
| 2023     | OddBallers                                                   | Gameswing                       | Windows, Nintendo Switch, PlayStation 4, PlayStation 5, Xbox One, Xbox Series, Amazon Luna                                |
| 2023     | Soldats inconnus : Frères d'armes                            | Ubisoft Montpellier             | Netflix Games, Windows, PlayStation 4, PlayStation 5, Xbox One, Xbox Series                                               |
| 2023     | The Crew Motorfest                                           | Ivory Tower                     | Windows, PlayStation 4, PlayStation 5, Xbox One, Xbox Series, Amazon Luna                                                 |
| 2023     | The Settlers: New Allies                                     | Ubisoft Blue Byte               | Windows, Nintendo Switch, PlayStation 4, PlayStation 5, Xbox One, Xbox Series, Amazon Luna                                |
| 2024     |                                                              |                                 | |
| 2024     | BattleCore Arena                                             | Ubisoft Bordeaux                | Windows |
| 2024     | Invincible : Guarding the Globe                              | Ubisoft                         | iOS, Android |
| 2024     | Just Dance 2025 Edition                                      | Ubisoft Paris                   | Microsoft Windows, Xbox Series, PlayStation 5                                                                             |
| 2024     | Just Dance VR                                                | Ubisoft                         | Meta Quest |
| 2024     | Monopoly                                                     | Ubisoft                         | Windows, PlayStation 4, Xbox One, PlayStation 5, Xbox Series, Nintendo Switch, Amazon Luna                                |
| 2024     | Prince of Persia: The Lost Crown                             | Ubisoft Montpellier             | Windows, PlayStation 4, Xbox One, PlayStation 5, Xbox Series, Nintendo Switch, Amazon Luna                                |
| 2024     | Rainbow Six: SMOL                                            | Ubisoft                         | Netflix Games |
| 2024     | Skull and Bones                                              | Ubisoft Singapour               | Windows, PlayStation 5, Xbox Series                                                                                       |
| 2024     | Star Wars Outlaws                                            | Massive Entertainment           | Windows, PlayStation 5, Xbox Series                                                                                       |
| 2024     | The Rogue Prince of Persia                                   | Evil Empire                     | Windows |
| 2024     | XDefiant                                                     | Ubisoft San Francisco           | Windows, PlayStation 5, Xbox Series                                                                                       |
| 2025     |                                                              |                                 | |
| 2025     | Assassin's Creed Shadows                                     | Ubisoft Québec                  | Microsoft Windows, Xbox Series, PlayStation 5                                                                             |
| 2025     | Anno 117 : Pax Romana                                        | Ubisoft Mainz                   | Microsoft Windows, Xbox Series, PlayStation 5                                                                             |
| 2025     | BUMP! Superbrawl                                             | Ubisoft Paris                   | Microsoft Windows, iOS, Android                                                                                           |
| 2025     | Heroes of Might and Magic: Olden Era                         | Unfrozen                        | Microsoft Windows |
| 2025     | Morbid Metal                                                 | Screen Juice                    | Microsoft Windows |
| 2026     |                                                              |                                 | |
| 2026     | Prince of Persia : Les Sables du Temps Remake                | Ubisoft Montréal                | |
| Confirmé | 0-3                                                          | 0-3                             | 0-3 |
| Confirmé | Assassin's Creed Codename Hexe                               | Ubisoft Montréal                | |
| Confirmé | Assassin's Creed Codename Invictus                           |                                 | |
| Confirmé | Assassin's Creed Jade                                        |                                 | iOS, Android |
| Confirmé | Beyond Good and Evil 2                                       | Ubisoft Montpellier             | |
| Confirmé | NFL Primetime Fantasy                                        | Ubisoft                         | iOS, Android |
| Confirmé | Project U                                                    | Ubisoft Annecy                  | |
| Confirmé | Tom Clancy's Rainbow Six Mobile                              | Ubisoft Montréal                | iOS, Android |
| Confirmé | Tom Clancy's Splinter Cell Remake                            | Ubisoft Toronto                 | |
| Confirmé | Tom Clancy's The Division 3                                  | Massive Entertainment           | |
| Confirmé | Tom Clancy's The Division Resurgence                         |                                 | iOS, Android |